# Campionati del mondo di atletica leggera 2005 - 200 metri piani femminili
La gara dei 200 metri piani femminili ai Campionati del mondo di atletica leggera di Helsinki 2005 si è svolta nelle giornate del 10 agosto (batterie), 11 agosto (semifinali) e 12 agosto (finale).

## Podio
| Posizione | Atleta               | Paese       |
| --------- | -------------------- | ----------- |
| Oro       | Allyson Felix        | Stati Uniti |
| Argento   | Rachelle Boone-Smith | Stati Uniti |
| Bronzo    | Christine Arron      | Francia     |

## Batterie

### Batteria 1
1. Cydonie Mothersille,  Isole Cayman 23"72 Q
2. LaTasha Colander,  Stati Uniti 23"89 Q
3. LaVerne Jones-Ferrette,  Isole Vergini Americane 24"12 Q
4. Lauren Hewitt,  Australia 24"20
5. Sheri-Ann Brooks,  Giamaica 24"20
6. Yelena Bolsun,  Russia 24"30
7. Karin Mayr-Krifka,  Austria 24"61

### Batteria 2
1. Yulia Gushchina,  Russia 22"53 Q
2. Allyson Felix,  Stati Uniti 22"68 Q
3. Kim Gevaert,  Belgio 22"78 Q
4. Natallia Solohub,  Bielorussia 23"16 q
5. Maryna Maydanova,  Ucraina 23"31 q
6. Tracy Joseph Hamblet,  Costa Rica 24"84
7. Gertrudis Luna,  Guinea Equatoriale 26"28

### Batteria 3
1. Fabienne Féraez,  Benin 23"72 Q
2. Irina Khabarova,  Russia 23"78 Q
3. Rachelle Boone-Smith,  Stati Uniti 23"78 Q
4. Christine Amertil,  Bahamas 23"88
5. Vida Anim,  Ghana 24"16
6. Mae Koime,  Papua Nuova Guinea 25"31
7. Gcinile Moyane,  eSwatini 27"79

### Batteria 4
1. Christine Arron,  Francia 22"89 Q
2. Veronica Campbell-Brown,  Giamaica 23"28 Q
3. Lucimar Aparecida de Moura,  Brasile 23"36 Q
4. Geraldine Pillay,  Sudafrica 23"58 q
5. Alenka Bikar,  Slovenia 23"77 q
6. Mercy Nku,  Nigeria 23"99

## Semifinali

### Semifinale 1
1. Christine Arron,  Francia 22"45 Q
2. Rachelle Boone-Smith,  Stati Uniti 22"69 Q
3. LaTasha Colander,  Stati Uniti 22"69 Q
4. Cydonie Mothersille,  Isole Cayman 23"13 Q
5. Irina Khabarova,  Russia 23"26
6. Lucimar Aparecida de Moura,  Brasile 23"42
7. Maryna Maydanova,  Ucraina 23"78
8. Geraldine Pillay,  Sudafrica 24"22

### Semifinale 2
1. Allyson Felix,  Stati Uniti 22"90 Q
2. Kim Gevaert,  Belgio 22"97 Q
3. Veronica Campbell-Brown,  Giamaica 23"02 Q
4. Yulia Gushchina,  Russia 23"10 Q
5. Fabienne Féraez,  Benin 23"29
6. Natallia Solohub,  Bielorussia 23"62
7. LaVerne Jones-Ferrette,  Isole Vergini Americane 23"62
8. Alenka Bikar,  Slovenia 23"94

## Finale
1. Allyson Felix,  Stati Uniti 22"16
2. Rachelle Boone-Smith,  Stati Uniti 22"31
3. Christine Arron,  Francia 22"31
4. Veronica Campbell-Brown,  Giamaica 22"38
5. LaTasha Colander,  Stati Uniti 22"66
6. Yulia Gushchina,  Russia 22"75
7. Kim Gevaert,  Belgio 22"86
8. Cydonie Mothersille,  Isole Cayman 23"00